# Фан-Кошницки, Нган
Нган Фан-Кошницки (урожд. Фан Хюинь Банг Нган; англ. Ngan Phan-Koshnitsky, вьет. Phan Huỳnh Băng Ngân, род. 24 февраля 1974) — вьетнамская и австралийская шахматистка, международный мастер среди женщин (2001).
Чемпионка Вьетнама 1992 г.
Чемпионка Австралии 1996 и 1998 гг.
Чемпионка Океании 2001 г. (получила место в основной сетке женского чемпионата мира 2001 г., в 1-м круге проиграла Э. Ф. Скрипченко).
Участница семи шахматных олимпиад: 1990 и 1992 гг. в составе сборной Вьетнама, 1996, 1998, 2000, 2002 и 2006 гг. в составе сборной Австралии.
Участница личного чемпионата Азии 1998 г.
Была замужем за Питером Кошницким, сыном австралийского мастера Г. Кошницкого. В 2007 г. снова вышла замуж, взяла фамилию Надалин (Nadalin).

## Изменения рейтинга
| Графики недоступны из-за технических проблем. См. информацию на Фабрикаторе и на mediawiki.org. |